# Carlos José Boaventura Kloppenburg
Dom Frei Carlos José Boaventura Kloppenburg O.F.M. (Molbergen, 2 de novembro de 1919 — Novo Hamburgo, 8 de maio de 2009), nascido Karl Josef Bonaventura Kloppenburg foi um bispo católico brasileiro nascido na Alemanha, sendo o segundo bispo da Diocese de Novo Hamburgo. Em seus livros, lutou contra a “confusão religiosa”, proveniente de sincretismos religiosos feitos por fiéis cristãos com outras correntes religiosas. Além disso, propunha também o esclarecimento do que é a verdade cristã e o esclarecimento dela em contraposição a esses segmentos diversos. Foi de grande atuação desde o início de seu sacerdócio até o seu falecimento.

## Biografia
Cursou os ensinos básico e fundamental na cidade de Rolante, no Rio Grande do Sul. Completou o ensino médio no Seminário Menor de São Leopoldo em 1936 e 1937, e em Santa Maria, nos anos 1938 e 1939. Fez o curso de filosofia no Seminário Central de São Leopoldo, de 1940 a 1942; a teologia, no Convento Franciscano, na cidade de Petrópolis, no Rio de Janeiro, de 1943 a 1947.
Foi ordenado sacerdote na cidade de Bagé, no Rio Grande do Sul, aos 21 de dezembro de 1946. Fez especialização em Teologia Dogmática no Instituto Antonianum, em Roma, no ano de 1947 a 1950, depois fez o doutorado no mesmo instituto.
Foi professor de Teologia Dogmática em Petrópolis, de 1951 a 1971; em Porto Alegre em 1972, Roma em 1973, Medellín em 1974 a 1982; redator da Revista Eclesiástica Brasileira, de 1951 a 1972; reitor do Instituto Teológico-Pastoral do CELAM, em Medellín, de 1973 a 1982; Prefeito de Estudos em Petrópolis, de 1952 a 1960; Perito na Comissão Teológica do Concílio Vaticano II; Membro da Pontifícia Comissão Teológica Internacional, de 1975 a 1990; Perito nas Conferências Gerais do Episcopado Latino-americano no Rio de Janeiro em 1955, Medellín em 1968 e Puebla em 1979. Foi nomeado pelo Papa João Paulo II, Bispo Titular de Vulturaria e Auxiliar da Arquidiocese de Salvador, na Bahia, e ordenado a 1 de agosto de 1982, na cidade de Rolante, escolheu como lema de vida episcopal: Sub Umbris Fideliter.
No dia 8 de agosto de 1986, foi nomeado bispo para Diocese de Novo Hamburgo. No dia 22 de novembro de 1995 teve sua renúncia aceita pelo Papa João Paulo II, por limite de idade.
Proximidade com os Papas: Frei Boaventura conheceu e foi amigo dos Papas Pio XII, Paulo VI, João Paulo II e Bento XVI, tendo grande proximidade com esses dois últimos. Sua cooperação e amizade com o então Cardeal Ratzinger são citadas na biografia “Pope Benedict XVI”, de John L. Allen.

## Proposta
Frei Boaventura em determinado momento propôs a ordenação de "padres temporários" como uma solução para a questão da escassez de sacerdotes.

## Publicações

### Cadernos
1. Por que a Igreja condenou o Espiritismo (Ed. Vozes, 1953)
2. Material para Instruções sobre a Heresia Espírita - Primeiro Ciclo (Ed. Vozes, 1953)
3. Material para Instruções sobre a Heresia Espírita - Segundo Ciclo (Ed. Vozes, 1953)
4. Resposta aos Espíritas (Ed. Vozes, 1954)
5. Posição Católica perante a Umbanda (Ed. Vozes, 1954)
6. O Livro Negro do Espiritismo (Ed. Vozes, 1955)
7. A Reencarnação - Exposição e Crítica (Ed. Vozes, 1955)
8. Ou católico, ou maçon (Ed. Vozes, 1956)
9. Astrologia, Quiromancia e Quejandos (Ed. Vozes, 1957)
10. Nossas Superstições (Ed. Vozes, 1957)
11. As Sociedades Teosóficas (Ed. Vozes, 1957)
12. O Reencarnacionismo no Brasil (Ed. Vozes, 1957)
13. O Círculo Esotérico da Comunhão do Pensamento (Ed. Vozes, 1957)
14. A Psicografia de Chico Xavier (Ed. Vozes, 1960)
15. A LBV de Alziro Zarur (Ed. Vozes, 1960)
16. Às portas do XXI Concílio Ecumênico (Ed. Vozes, 1961)
17. Vaticano II: uma Igreja diferente (Ed. Vozes, 1968)
18. Genesis del Documento de Puebla (CELAM, Bogotá, 1979)
19. Puebla: Evangelización (CELAM, 1979)
20. El Magisterio auténtico y los magisterios paralelos (CELAM, 1979)
21. Evangelización y promoción humana (CELAM, 1979)
22. Opción preferencial por los pobres (CELAM, 1979)
23. Lugares de Evangelización según Puebla (CELAM, 1980)
24. El Ministerio jerárquico en Puebla (CELAM, 1980)
25. Puebla y las relaciones con los no-católicos (CELAM, 1980)
26. La Verdad sobre el Hombre (CELAM, 1980)

### Livros
1. A Maçonaria no Brasil. [S.l.]: Vozes. 1956
2. Cruzada de Defesa da Fé Católica no I Centenário do Espiritismo. [S.l.]: Vozes. 1957
3. O Espiritismo no Brasil (Ed. Vozes, 1960/1964)
4. Ação Pastoral perante o Espiritismo (Ed. Vozes, 1961), com Frei Desidério Kalverkamp
5. A Umbanda no Brasil (Ed. Vozes, 1961)
6. O Reencarnacionismo no Brasil (Ed. Vozes, 1961)
7. Concílio Vaticano II (Ed. Vozes, 1962/1963/1964/1965/1966) - obra em 5 volumes
8. Documentos do Vaticano II (Ed. Vozes, 1966)
9. Compêndio do Vaticano II (Ed. Vozes, 1967)
10. O Cristão Secularizado (Ed. Vozes, 1970)
11. O Ser do Padre (Ed. Vozes, 1972)
12. Iglesia Popular (Ediciones Paulinas, Bogotá, 1977)
13. Fuerzas Ocultas (Ediciones Paulinas, 1978)
14. La Reencarnación (Ediciones Paulinas, 1980)
15. Jesus Cristo: Caminho, Verdade e Vida (Edições Paulinas, S. Paulo, 1983)
16. Pluralismo Eclesial (Ed. Presença, Rio de Janeiro, 1984)
17. Leigos em Apostolado (Ed. Presença, 1985)
18. Espiritismo e Fé (Ed. Quadrante, S. Paulo, 1986)
19. Para uma Nova Evangelização (Ed. Vozes, Petrópolis, 1990)
20. Espiritismo: orientação para os católicos. São Paulo: Edições Loyola. 1991. ISBN 9788515004584
21. Igreja e Maçonaria: conciliação possível? (Ed. Vozes, 1993) - abrevia e atualiza o estudo "A Maçonaria no Brasil", de 1956
22. O Espiritismo no Brasil - orientação para católicos (Ed. Vozes, 1960)
23. Fidelidade entre Sombras (Ed. Vozes, 1994)
24. Basiléia - o reino de Deus (Edições Loyola, 1997)
25. Ágape: o Amor do Cristão (Edições Loyola, 1997)
26. Parákletos: o Espírito Santo (Ed. Vozes, 1998)
27. Abba: Papai (Ed. Vozes, 1998)
28. Libertação Cristã (Ed. PUC/RS, 1999)
29. Reencarnação? (Ed. Vozes, 1999)
30. Trindade: o Amor em Deus (Ed. Vozes, 1999)
31. Kýrios. Aos pés de Jesus (Ed. Ave Maria, S. Paulo, 2000)
32. Minha Igreja (Ed. Vozes, 2000)
33. A Fé do Cristão Católico Hoje (Ed. Vozes, 2001)
34. Virtudes: frutos que o Pai espera (Ed. Vozes, 2001)
35. Colheita na Vetustez: Fragmentos de Teologia Dogmática (Ed. Vozes, 2005)
36. Mistagogias de Bento XVI sobre a Igreja (Ed. Vozes, 2007)
37. Creio na Vida Eterna (Ed. Pão e Vinho, Guarapuava, 2008)